# Karácsonyi István (jogász)
Karácsonyi István (Budapest, 1921. június 30. – Kecskemét, 1996) megyei főügyész-helyettes, rabszabadító.

## Élete
A kecskeméti piarista gimnáziumban érettségizett, a jogi egyetemet Pécsen végezte el.
1956-ban a Bács-Kiskun Megyei Ügyészségen főügyészhelyettes. Az 1956-os forradalom alatt a börtönből a halálra ítélt politikai foglyokat kiengedte, és ezzel az életüket megmentette. A forradalom leverése után, az abban betöltött szerepe miatt előbb nem kapott állást, majd jogtanácsosként, végül ügyvédként tudott elhelyezkedni.
2015-től a kecskeméti piarista gimnázium aulájában arcképes gránittábla őrzi emlékét. Posztumusz Hazáért Érdemkereszttel (arany fokozat) tüntették ki.